# Johann Szimits

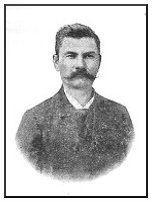
Johann Szimits

Johann Szimits (* 5. Juli 1852 in Bogarosch, Kaisertum Österreich; † 26. März 1910 in Mödling bei Wien) war der Begründer der banatschwäbischen Mundartdichtung.

## Leben
Johann Szimits wurde am 5. Juli 1852 als Sohn zugewanderter Serben orthodoxen Glaubens in Bogarosch geboren. Hier besuchte er auch die Schule. Szimits war ein Autodidakt und begeisterter Leser. 1870 nach dem Tod des in Utvin lebenden Großvaters zogen die Szimits zur Bewirtschaftung des geerbten landwirtschaftlichen Besitzes nach Bogarosch.
Dem 18-jährigen Sohn Johann richteten die Eltern einen kleinen Krämerladen ein. In diesem Laden nutzte Johann Szimits jede freie Minute zur Weiterbildung; er las jedes Buch, dessen er habhaft werden konnte. 1873 musste der mittlerweile 21-jährige den Militärdienst antreten. Nach abgeleisteter Dienstzeit entschied er sich zum Verbleib in der Armee als länger dienender Unteroffizier.
Am 17. Februar 1879, im Alter von 27 Jahren, heiratete er die aus Teremi (deutsch Albrechtsflor) stammende Elisabeth Leser. Seiner Braut widmete Szimits sein erstes Gedicht. Sein zweites Gedicht schrieb er zur Geburt seiner Tochter. Es war der Anfang seines literarischen Schaffens.
Szimits diente ab 1893 als niederer Beamter in der Wiener Stiftskaserne und danach in Mödling. Seit seinem 21. Lebensjahr lebte Szimits in Großstädten wie Temesvár (Timișoara) und Wien. Er bevorzugte jedoch das Leben in dem schwäbischen Dorf der Banater Heide, und in der Realität des banatschwäbischen Dorfes wurzelte auch seine Dichtung. Keine Gelegenheit zum Besuch von Bogarosch blieb ungenutzt, gerne auch traf er Landsleute in Timișoara und in Wien. Die 1969 in Becicherecu Mic lebende Szimits-Tochter Serena Maria wies in diesem Zusammenhang auf die sechswöchigen Jahresurlaube hin, die ihr damals in Wien beamteter Vater am liebsten im Banat verbrachte.
Johann Szimits ist der Begründer der banatschwäbischen Mundartdichtung. Das gesamte literarische Schaffen von Johann Szimits kreiste um ein zentrales Thema – das Landleben: Arbeit auf dem Feld, in Weingärten, Sitten und Bräuche im Laufe der Jahreszeiten. Als genauer Beobachter und kritischer Zeitgenosse nahm der Dichter kein Blatt vor den Mund, wenn es darum ging, die Stärken und Schwächen seiner Mitmenschen bloßzustellen. Johann Szimits setzte mit viel Humor und Herz sich und seinen Schwaben, deren Arbeitsweise, Bräuche und Sitten ein sprachliches Denkmal, ohne jedoch die mitsiedelnden Völker, die Eigenheiten und Umgangsformen aus den Augen zu verlieren.
Einen Tag nach einem Hirnschlag starb Johann Szimits unerwartet am 26. März 1910 in Mödling. Er wurde auf dem Mödlinger Friedhof beerdigt.

## Werke
- De Schwob. Humoristische Gedichte in banat-schwäbischer Volksmundart. Temesvár, 1888
- Pipatsche un Feldblume vun dr Heed, Editura Kartjé, Temesvár, 1908
- Blume vun dr Heed un sunscht allerhand Luschtliches Auswahl und Nachwort Franz Heinz, Editura Kriterion, Bukarest, 1973
- Pipatsche un Feldblume vun dr Heed kommentierte Ausgabe der banatschwäbischen Volksliedersammlung des Johann Szimits von 1908 / Gottfried Habenicht, Johannes-Künzig-Institut für ostdeutsche Volkskunde, Freiburg, 1997